# Ilha deserta

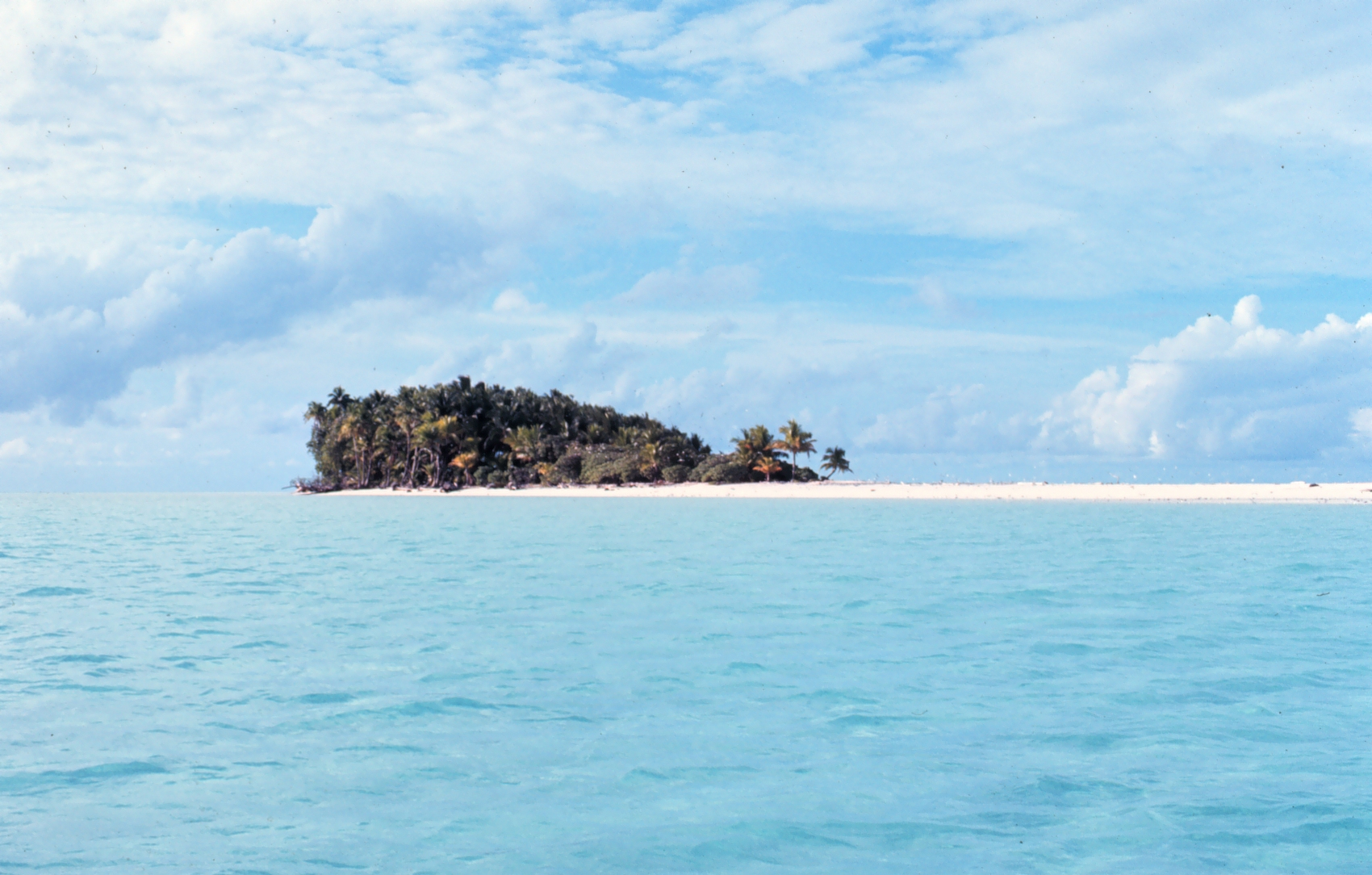
Ilha deserta em Palau

Ilha deserta é uma ilha não habitada por humanos. São frequentemente utilizadas em filmes e enredos em geral sobre náufragos, e também como estereótipos da ideia de um "paraíso". Algumas ilhas desabitadas são protegidas como reservas florestais ou santuários ecológicos, enquanto outras são propriedade privada. A Ilha de Devon, no Canadá, é considerada a maior ilha deserta do mundo.

## Algumas ilhas desabitadas
- Ilhas Blasket
- Ilha Bouvet
- Ilha de Clipperton
- Ilha de Devon
- Ilha de Navassa
- Ilha de Santa Luzia
- Ilhas Kermadec
- Isle Royale
- Skellig Michael
- Surtsey